# Paladio (césar)
Paladio (c. 415/425 – mayo de 455) fue césar del Imperio romano de Occidente durante dos meses en 455, junto con su padre Petronio Máximo. Nació entre 415 y 425, y es posible que ocupara el cargo de prefecto del pretorio durante los años 450. Después de que su padre asesinase al emperador Valentiniano III y se hiciera con el poder, Paladio fue elevado a césar. Se casó con Eudocia, para añadir legitimidad al gobierno de su padre, pero con ello rompió el tratado hecho por Valentiniano III y el rey vándalo Genserico, en el que arreglaron el matrimonio de Eudocia con Hunerico, hijo de Genserico. Los vándalos invadieron y saquearon Roma, lo que llevó a Petronio Máximo y Paladio a huir el 31 de mayo de 455. Sin embargo, fueron atrapados por una turba de campesinos y asesinados, ya fuera por estos mismos o por los sirvientes del palacio.

## Biografía

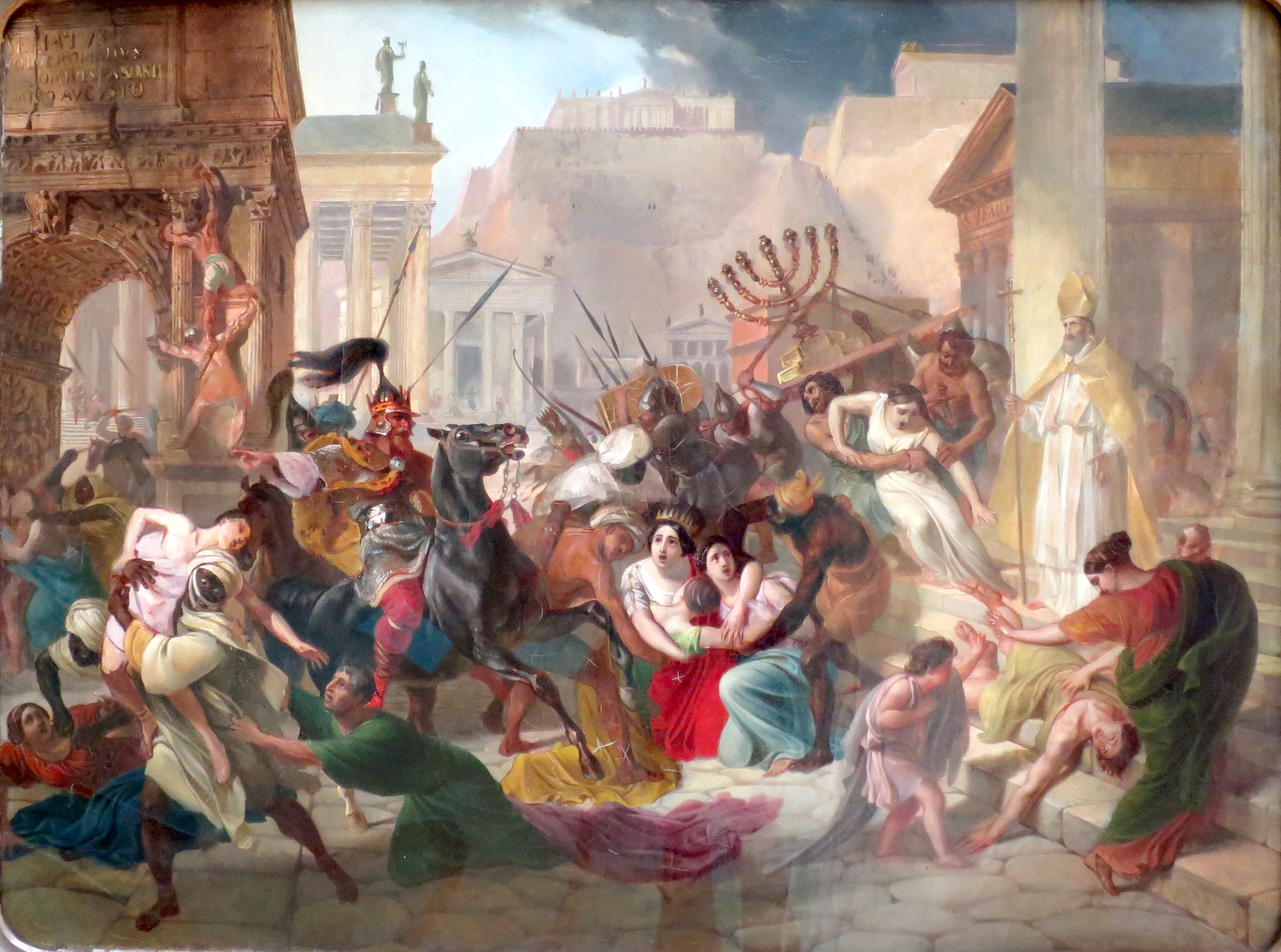
Saqueo de Roma por los vándalos en 455, en el transcurso del cual murió el emperador Petronio Máximo y su hijo Paladio.

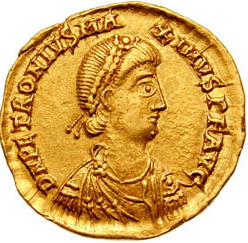
Moneda con la imagen de Petronio Máximo, el padre de Paladio.

Paladio nació entre el 415 y el 425, de Petronio Máximo, quien era un senador extremadamente rico, que fue dos veces cónsul y había ocupado numerosos cargos públicos bajo los emperadores Honorio y Valentiniano III. Según Mommaerts y Kelley, su madre era Eparquia, hermana de Avito. Paladio pudo haber sido prefecto del pretorio en algún momento de la década de 450.
Máximo se convirtió en emperador romano de Occidente el 17 de marzo de 455, tras asesinar a Valentiniano III, y en consecuencia, Paladio fue entonces elevado a césar, o heredero designado, por su padre, aunque no se acuñaron monedas con su imagen. Este último casó a la esposa y a la hija de Valentiniano III, miembros de la dinastía imperial Teodosiana, en su familia para establecer la legitimidad. Máximo se casó con Licinia Eudoxia, y Paladio con Eudocia, la hija de Valentiniano III. Sin embargo, los matrimonios violaban los términos de un tratado hecho entre Valentiniano III y Genserico, el rey de los vándalos, en el que habían acordado el matrimonio de Eudocia con Hunerico, el hijo de este último, por lo que, en respuesta, Genserico reunió una flota para dirigir una expedición a Roma. El fracaso de Máximo en los preparativos llevó a los nobles a huir de la ciudad de Roma en masa, sin embargo, a los campesinos no se les permitió salir sin permiso gubernamental. Mientras la flota vándala se acercaba a dicha ciudad, Máximo dio la orden de que cualquier persona que deseara huir pudiera hacerlo. El 31 de mayo, Paladio y su padre intentaron huir de la ciudad de Roma, pero fueron detenidos por una turba de campesinos. Existen dos versiones sobre los eventos posteriores. La primera cuenta que los sirvientes del palacio mataron a ambos, probablemente para intentar ganarse el favor de los campesinos amotinados, y la segunda que fueron apedreados mientras iban a caballo y fueron despedazados.
Hay muy pocos datos sobre el gobierno compartido de Máximo y Paladio. Ferdinand Gregorovius dice que los matrimonios de estos últimos, y la elevación de Paladio a césar fueron las dos únicas acciones significativas de su 
reinado de aproximadamente 77 días. El único historiador contemporáneo que habla de la vida de Paladio es Hidacio.